# Présidence espagnole du Conseil des Communautés européennes en 1989
La présidence espagnole du Conseil des Communautés européennes en 1989 désigne la première présidence du Conseil des Communautés européennes, effectuée par l'Espagne depuis son adhésion à la Communauté économique européenne en 1986.
Elle fait suite à la présidence grecque de 1988 et précède celle de la présidence française du Conseil des Communautés européennes à partir du 1er juillet 1989.

## Contexte en Espagne
L'Espagne devient membre des Communautés le 1er janvier 1986 et cela s'accompagne de politiques d'ajustement et de réformes structurelles afin de rattraper le niveau de vie des autres États membres. L'ouverture des frontières et la politique de libération de l'économie, ainsi que le soutien communautaire et le versement de fonds de cohésion accompagnent son intégration rapide.
La peseta espagnole entre dans le mécanisme de change du système monétaire européen (SME) et adaptation de la composition de l'ECU à la suite de l'inclusion de la peseta et de l'escudo.

## Réalisations
Le Conseil européen de Madrid de juin 1989 lance la première étape de mise en place de l'Union économique et monétaire (UEM), ce qui consiste à réduire les obstacles à la liberté de mouvement des capitaux en vue de rapprocher les économies des États membres, tout en conservant les équilibres sociaux et économiques au sein du marché unique. Dans le cadre des procédures de coopération politique, il adopte en outre deux déclarations importantes sur la situation au Moyen-Orient et en Chine.
L'examen du projet de la Charte communautaire des droits sociaux fondamentaux des travailleurs est repoussé au Conseil européen des 8 et 9 décembre 1989, sous la présidence de François Mitterrand, qui y est très attaché.

## Sources